# Aglaophenia postdentata
Aglaophenia postdentata är en nässeldjursart som beskrevs av Chantal Billard 1913. Aglaophenia postdentata ingår i släktet Aglaophenia och familjen Aglaopheniidae. Inga underarter finns listade i Catalogue of Life.